# Pierre Bellanger
Pour les articles homonymes, voir Bellanger.
Ne doit pas être confondu avec l'homme politique canadien Pierre Bélanger.
Pierre Bellanger, né le 14 décembre 1958 à Boulogne-Billancourt, est le fondateur et PDG de la radio Skyrock, et fils de Christine Arnothy et Claude Bellanger.

## Biographie

### Origines et famille
Pierre Bellanger est né le 14 décembre 1958 à Boulogne-Billancourt, dans les Hauts-de-Seine.
Son père, Claude Bellanger, est journaliste, cofondateur du Parisien libéré et de la Fédération internationale des éditeurs de journaux (devenue l’Association mondiale des journaux), et historien de la presse.
Sa mère, Christine Arnothy, est une écrivaine qui a notamment écrit le roman J'ai quinze ans et je ne veux pas mourir, racontant son histoire de jeune fille hongroise d'ascendance juive durant la Seconde Guerre mondiale.

### Études
Après des études chez les oratoriens au collège Saint-François-de-Sales (Évreux), il obtient en 1976 un baccalauréat D avec mention, puis est élève à l'Université Paris VIII avant d'aller étudier et d'être diplômé de biologie à l’Université Columbia de New York.
En 1977, pendant la soirée télévisée présentant les résultats du second tour des élections municipales, Brice Lalonde, principal candidat écologiste au succès inattendu - aidé par Antoine Lefébure - brandit par surprise sur le plateau de TF1 un poste de radio allumé et diffusant une radio libre : « Radio Verte ». Cet événement marque un tournant dans la prise de conscience écologique de Pierre Bellanger.
Étudiant en biologie, il y trouve enfin une continuité avec les savoirs qui lui étaient enseignés.
Il adhère en 1977, juste après Radio Verte, à l'association de Brice Lalonde, « Les Amis de la Terre ».
En 1979, Pierre Bellanger obtient un diplôme de biologie (DEUG) à l’université de Paris VI, puis sera quelques mois agent hospitalier à la Pitié-Salpêtrière. Parallèlement à ses études, il commence une collaboration avec l'hebdomadaire d'écologie politique La Gueule ouverte - pour lequel il dessine et rédige des articles.
Envoyé cette année-là faire un reportage sur le démantèlement de la Faculté de Vincennes - qui allait devenir Paris-VIII - un certain Ben lui propose de participer à une émission de la radio libre de la faculté : Radio Mongol. Pour Pierre Bellanger, qui a alors 20 ans, cette expérience initiatique, qui marque son entrée dans le mouvement des radios libres, allait changer le reste de son existence.

### Skyrock
Au début des années 1980, il s'installe 163 rue du Chevaleret à Paris, dans le même immeuble que La Gueule ouverte, la Fédération nationale des radios libres (FNRL) qui propose de créer la première radio libre en studio permanent Radio Paris 80 auquel il va activement participer, notamment en tant qu'animateur et réalisateur. En désaccord sur la stratégie de financement des radios libres, Pierre Bellanger est exclu du FNRL et fonde Cité Future en 1981 en collaboration avec le quotidien Le Monde, La Voix du Lézard en 1982. En 1986, souhaitant créer un réseau d'envergure nationale, il transforme La Voix du Lézard en Skyrock avec Filipacchi Media et ouvre rapidement des stations en province. L'une des premières émissions de Skyrock a porté le nom La Voix du Lézard, en hommage à l'ancienne radio.
En 1996, Pierre Bellanger sera consacré Manager radio 1996 par l'Année du Disque - le hors-série annuel de La Lettre du Disque.
En 1999, Skyrock entre dans la société de participation Orbus, détenue par Morgan Grenfell Private Equity et présidée par Pierre Bellanger.
En 2006, la société de participation Nakama, détenue par Axa Private Equity (renommé Ardian en 2013), actionnaire majoritaire, et par Pierre Bellanger, qui la préside, acquiert l’intégralité du capital d’Orbus auprès de Morgan Grenfell Private Equity et Goldman Sachs.
Le 12 avril 2011, malgré une audience stable, il est démis de ses fonctions par Axa Private Equity qui nomme Marc Laufer au poste de directeur général, provoquant l'émoi des animateurs, salariés et auditeurs qui expriment leur réprobation par centaines de milliers sur les réseaux sociaux, dont Facebook.
Le Crédit agricole dirigé par Jean-Paul Chifflet vient finalement à la rescousse de Pierre Bellanger en annonçant son intention de racheter 30 % de Skyrock au fonds Axa Private Equity. Le 22 avril 2011, Pierre Bellanger reprend sa fonction de directeur général, après avoir conclu un accord avec Axa Private Equity et le Crédit agricole. Pierre Bellanger intervient à l'antenne ce même jour à 18h30, pour annoncer la nouvelle et remercier les auditeurs qui l'ont soutenu.

### Multimédia
Pierre Bellanger fonde en 1985 la société Telefun qui édite des services sur le minitel (minitel rose notamment avec 3615 geraldine). En 1991, il fonde le service MultiRadio qui est le premier service de radios numériques payantes par câble et satellite. En 1994, il crée Contact Télévision (CTV), une chaîne de petites annonces diffusée sur le câble. On le retrouve à l'origine du service MultiMusic, diffusé sur Canal satellite à partir de 1996. Dans les années 1994-1997, Pierre Bellanger multiplie les collaborations Internet avec France Télécom Multimédia : lancement du projet « France en Ligne » mais aussi création de guides Internet (Mirandole pour l'éducation) ou l'Internet rapide (Presto).
Pierre Bellanger crée en 1998 les sites Skyrock.com, puis le site tasante.com en association avec le Secrétariat d’État à la Santé et à l’action sociale, l’Assurance Maladie et le Comité Français d’Éducation pour la Santé.
En décembre 2002, Pierre Bellanger lance Skyblog.com, qui devient très vite l'une des plus importantes plateformes de blogs.
En mai 2007, et après avoir abandonné la marque Skyblog, Pierre Bellanger lance Skyrock.com comme un véritable réseau social. À la possibilité de créer un blog ont été ajoutées des fonctionnalités de réseau comme les Amis, la messagerie, le chat et les Profils.
Le 23 juin 2023, Pierre Bellanger annonce la fermeture de la plateforme Skyblog.com et précise à l'AFP que "Pour nous mettre en conformité avec la législation sur les données personnelles, pour conserver la plateforme et les skyblogs dans leur présentation candide et éruptive, il nous faut la geler et la retirer de l'accès public", le 21 août 2023.

### Alerte Enlèvement
À l’été 2002, Pierre Bellanger a connaissance de l’existence du système Alerte AMBER aux États-Unis, qui consiste à impliquer tous les médias dans la recherche active d'un enfant disparu.
Il imagine aussitôt qu'il soit transposable en France. La convention « Alerte Enlèvement » sera signée en 2004 par les différents diffuseurs et les autorités gouvernementales concernées. Cette initiative lui vaudra la médaille de chevalier de la Légion d'honneur, attribuée le 14 juillet 2008.

### Écrits
Pierre Bellanger publie de nombreux ouvrages et articles sur les développements technologiques liés au numérique comme La Radio du Futur et des articles de réflexion sur les médias électroniques et les réseaux dans des revues spécialisées. En 2003, il fait part au public de son dernier livre La convergence, c'est le code qui est librement téléchargeable sur Internet dans lequel il partage ses idées et ses réflexions sur le passage du monde analogique au monde numérique.
Le 27 mai 2009, Pierre Bellanger publie, sous licence Creative Commons, La radio IP : une vision de la radio à l’âge de l’Internet. Il y livre sa vision de l’avenir d’un média centenaire.
En août 2011, dans une tribune intitulée De la souveraineté en général et de la souveraineté numérique en particulier, Pierre Bellanger alerte sur les dangers d'une perte de la souveraineté numérique.
En juillet 2012, Pierre Bellanger contribue à la mission d’expertise sur la fiscalité de l’économie numérique, titrée La liberté compétitive, il y défend le concept d'une dataxe (fiscalité numérique basé sur les données informatiques personnelles) et la nécessité d'un colbertisme numérique. En septembre 2013, Pierre Bellanger publie L'Internet Industriel dans lequel il appelle à « la prise de conscience par les pouvoirs publics de l'enjeu national capital de la souveraineté numérique et par conséquent de l'établissement d'une politique industrielle des réseaux informatiques et de l'Internet. » Il développe également la notion de "résogiciel" national ou européen capable de rivaliser avec les références américaines.
En janvier 2014, il publie La souveraineté numérique, un ouvrage décrivant l'hégémonie américaine dans le domaine du numérique et les grands bouleversements sociaux et économiques qui en découleront et le fait que la France fasse « partie des premiers exportateurs mondiaux de vie privée ». Dans cet ouvrage, il préconise la préservation d'un Internet libre et ouvert, ainsi que la nécessité d'un résogiciel à dimension européenne, apte à réguler la toute-puissance des « géants de l'Internet », qui sont tous des sociétés américaines.
Quelques mois après la parution de ce livre, Pierre Bellanger estime qu'il a largement atteint son but, qui était faire prendre conscience aux décideurs publics de l'importance d'une approche « souveraine » du web, autant pour des raisons stratégiques que pour la protection de la vie privée des personnes. Pierre Bellanger précise les contours d'une reprise de souveraineté numérique en 3 points concrets lors de son allocution à l'IHEDN : création d'un Commissariat à la souveraineté numérique, développement d'un Système d’exploitation souverain, prise en compte des données comme biens communs souverains.
En 2015, Pierre Bellanger devient membre du Comité scientifique du Centre des Hautes Études du Cyberespace où il intervient le 19 juin 2015 à l’École Militaire un colloque sur la marétique aux côtés d'Henri Verdier. Toujours à la suite de la parution de La souveraineté numérique, Pierre Bellanger est invité à intervenir au Forum international de la Cybersécurité sur le thème « Les réseaux-états contre les états-réseaux ».

## Affaires judiciaires

### Condamné pour corruption de mineure
Le 3 novembre 2008, l'Agence France-Presse rapporte que Pierre Bellanger a été reconnu coupable d'avoir corrompu une mineure, avec laquelle il avait eu une relation en 1999-2000. Le 5 février 2010, la cour d'appel de Paris allège sa condamnation à trois ans de prison avec sursis et 50 000 euros d'amende.

## Publications
- Pierre Bellanger, La radio du futur : Les sept défis de la radio commerciale en France, Armand Colin, (1992)  (ISBN 978-2200211042)
- Pierre Bellanger, Ils ont pensé le futur : web social, marketing, e-commerce..., KAWA  (ISBN 978-2918866213)
- Pierre Bellanger, La souveraineté numérique, Bluffy, Éditions Stock, 2014, 264 p. (ISBN 978-2-918866-21-3)

## Distinctions
- Chevalier de la Légion d'honneur (2008)